# Koen Onzia
Koen Onzia (Geel, 1961) is een Belgisch danser en choreograaf.

## Biografie
Koen Onzia is gepassioneerd door de danskunst. Hij volgde zijn opleiding aan het Koninklijk Ballet van Vlaanderen onder leiding van Jeanne Brabants. Tijdens zijn loopbaan won hij talrijke nationale en buitenlandse prijzen. In 1978 ontving hij een bronzen medaille op de Internationale Balletwedstrijd in Varna, Bulgarije .
Koen Onzia had een internationale carrière, wat hem een uitstekende recensie opleverde van John Perceval in The Times van 26 mai 1988 onder de titel Onzia's Triumph .
Koen Onzia is erelid van de Vereniging voor de Opleiding van Jonge Dansers.